# Eastern European Summer Time
| Azzurro | Western European Time (UTC+0)                                      |
| Blu     | Western European Time (UTC+0) Western European Summer Time (UTC+1) |
| Rosso   | Central European Time (UTC+1) Central European Summer Time (UTC+2) |
| Giallo  | Ora di Kaliningrad (UTC+2).                                        |
| Ocra    | Eastern European Time (UTC+2) Eastern European Summer Time (UTC+3) |
| Verde   | Ora di Mosca (UTC+3)                                               |

Eastern European Summer Time (EEST) è la denominazione del fuso orario dell'Europa orientale allorquando in estate, essendo in vigore l'ora legale, si trova 3 ore avanti rispetto al Tempo universale coordinato. È usato anche in alcuni paesi del Medioriente. Durante l'inverno, nei cinque mesi compresi fra la fine di ottobre e la fine di marzo, viene utilizzato l'Eastern European Time, posto in UTC+2.
- Bulgaria
- Cipro
- Estonia
- Finlandia
- Grecia
- Israele
- Giordania
- Lettonia
- Libano
- Lituania
- Palestina
- Romania
- Siria
- Ucraina